# Angelo Gozzadini
Angelo Gozzadini (1573–1653) foi um prelado católico romano que serviu como Bispo de Civita Castellana e Orte (1621–1653) e Arcebispo de Naxos (1616–1621).

## Biografia
Angelo Gozzadini nasceu em Naxos, na Grécia, em 1573. No dia 27 de janeiro de 1616, foi nomeado durante o papado de Paulo V como Arcebispo de Naxos. A 14 de fevereiro de 1616, foi consagrado bispo por Pietro Aldobrandini, arcebispo de Ravenna, com Virgilio Fiorenzi, bispo de Nocera Umbra, e Giulio Sansedoni, bispo emérito de Grosseto, como co-consagradores. A 25 de outubro de 1621, foi nomeado durante o papado de Gregório XV como Arcebispo (Título Pessoal) de Civita Castellana e Orte. Serviu como Bispo de Civita Castellana e Orte até à sua morte a 29 de março de 1653.